# Stelis seneciophila
Stelis seneciophila är en biart som beskrevs av Cockerell 1908. Stelis seneciophila ingår i släktet pansarbin, och familjen buksamlarbin. Inga underarter finns listade i Catalogue of Life.